# Панкин, Вячеслав Кириллович
Вячеслав Кириллович Панкин (21 декабря 1934, Шумерля, Чувашская АССР, РСФСР, СССР — 18 августа 2017, Курск, Россия) — советский и российский сотрудник правоохранительных органов. Генерал-лейтенант милиции (1985), генерал-лейтенант налоговой полиции (1995). Начальник Главного управления уголовного розыска МВД СССР (1987—1989).

## Биография
Родился в городе Шумерля Чувашской АССР. В 1957 году окончил Саратовский юридический институт. 
В 1965—1966 гг. — председатель Исполнительного комитета Совета депутатов трудящихся Котовска Тамбовской области. В 1964—1972 гг. — заместитель начальника Управления внутренних дел Тамбовского облисполкома. 
В 1971—1972 гг. — главный инспектор МВД СССР. В 1972—1984 гг. — начальник Управления внутренних дел Курского облисполкома. В 1984—1987 гг. — начальник Управления внутренних дел Горьковского облисполкома. 
В 1987—1989 гг. — начальник Главного управления уголовного розыска МВД СССР, со 2 января по 26 октября 1990 — заместитель министра внутренних дел РСФСР. 
В 1992—1994 гг. — руководитель представительства МВД России в Кабуле, Демократическая Республика Афганистан. В 1994—1996 гг. — заместитель директора Федеральной службы налоговой полиции. 
В 1997—1999 гг. — 1-й заместитель губернатора Курской области.
С 1999 года и до самой смерти возглавлял Курский областной экологический фонд (КОЭФ).
Был членом редколлегии еженедельника «Совершенно секретно».

## Награды
Награды СССР
- Орден Красного Знамени[2][10]
- Орден «За личное мужество»[1],
- Орден Красной Звезды[1][2],
- Орден Трудового Красного Знамени[1], 2 ордена[2],
- Медаль «В ознаменование 100-летия со дня рождения Владимира Ильича Ленина»
- Знак «Заслуженный работник МВД СССР»[10] (1970)[2],
- Нагрудный знак «Воину-интернационалисту»

Награды Афганистана
- Орден «Звезда» (Афганистан) III степени
- Орден «Слава» (Афганистан)
- Орден Гази Эмир Аманнула-хан[источник не указан 736 дней]
- заслуженный гражданин г. Кабул[1] (1993)[2].

Награды Курской области
- Почётный гражданин Курской области[1] (2006)[2],
- Памятный знак «За Труды и Отечество»[10] (Курская область)
- Почетный гражданин города Курск (2013)[2]

Иные награды
- Почётная грамота Правительства Российской Федерации (8 февраля 1996) — за многолетнюю и безупречную службу в правоохранительных органах
- Почётный гражданин города Сердобск[1] (2014)[2].
- Лауреат международной премии «Детектив и политика».